# Sankt Mikaels katolska församling
Sankt Mikaels katolska församling är en romersk-katolsk församling i Växjö. Församlingen tillhör Stockholms katolska stift.
Ett fåtal katoliker i Växjö tillhörde från 1870 den katolska församlingen i Malmö. År 1951 anlände engelska passionistfäder till Växjö för att påbörja ett mer reguljärt katolskt arbete. Man köpte ett hus på Ulriksbergspromenaden 34 där man efter hand kunde inviga Sankt Mikaels katolska kapell 1952. Gruppen av katoliker tillhörde fortfarande Malmö katolska församling. År 1954 upprättades formellt Sankt Mikaels katolska församling i Växjö. År 1967 kunde biskop John Taylor inviga en ny Sankt Mikaels kyrka. Detta var den första katolska kyrka som byggts i Småland efter reformationen. Församlingshusets utbyggnad var klar 1976. År 1988 startades Sankt Mikaels katolska daghem i församlingshemmets lokaler. År 1994 invigdes en ny byggnad för daghem, ungdoms-lokaler och prästbostäder. 
Viss verksamhet bedrivs även i Sankt Josefs katolska kapell Älmhult.